# Dmitrij Kozłowski
Dmitrij Eduardowicz Kozłowski, wcześniej Niechwiadowicz, ros. Дмитрий Эдуардович Козловский (Нехвядович) (ur. 23 grudnia 1999 w Petersburgu) – rosyjski łyżwiarz figurowy, startujący w parach sportowych z Aleksandrą Bojkową. Uczestnik igrzysk olimpijskich (2022), brązowy medalista mistrzostw świata (2021), mistrz Europy (2020), zwycięzca zawodów z cyklu Grand Prix, wicemistrz świata juniorów (2017) oraz mistrz Rosji seniorów (2020) i juniorów (2017).

## Osiągnięcia
Z Aleksandrą Bojkową
| Zawody                                | 16–17          | 17–18          | 18–19          | 19–20          | 20–21          | 21–22          |                |                |                |                |                |                |                |                |                |                |                |
| Międzynarodowe                        | Międzynarodowe | Międzynarodowe | Międzynarodowe | Międzynarodowe | Międzynarodowe | Międzynarodowe | Międzynarodowe | Międzynarodowe | Międzynarodowe | Międzynarodowe | Międzynarodowe | Międzynarodowe | Międzynarodowe | Międzynarodowe | Międzynarodowe | Międzynarodowe | Międzynarodowe |
| ------------------------------------- | -------------- | -------------- | -------------- | -------------- | -------------- | -------------- | -------------- | -------------- | -------------- | -------------- | -------------- | -------------- | -------------- | -------------- | -------------- | -------------- | -------------- |
| Zimowe igrzyska olimpijskie           |                |                |                |                |                | 4              |                |                |                |                |                |                |                |                |                |                |                |
| Mistrzostwa świata                    |                |                | 6              | C              | 3              |                |                |                |                |                |                |                |                |                |                |                |                |
| Mistrzostwa Europy                    |                |                | 3              | 1              |                | 3              |                |                |                |                |                |                |                |                |                |                |                |
| GP Finał                              |                |                |                | 4              |                |                |                |                |                |                |                |                |                |                |                |                |                |
| GP Rostelecom Cup                     |                |                |                | 1              | 1              |                |                |                |                |                |                |                |                |                |                |                |                |
| GP Skate America                      |                |                |                |                |                | 3              |                |                |                |                |                |                |                |                |                |                |                |
| GP Skate Canada International         |                |                | 4              | 1              |                |                |                |                |                |                |                |                |                |                |                |                |                |
| GP Internationaux de France           |                |                | 3              |                |                | 1              |                |                |                |                |                |                |                |                |                |                |                |
| CS Finlandia Trophy                   |                |                | 3              | WD             |                |                |                |                |                |                |                |                |                |                |                |                |                |
| CS Lombardia Trophy                   |                |                | 2              |                |                |                |                |                |                |                |                |                |                |                |                |                |                |
| CS Minsk-Arena Ice Star               |                | 1              |                |                |                |                |                |                |                |                |                |                |                |                |                |                |                |
| CS Warsaw Cup                         |                | 2              |                |                |                |                |                |                |                |                |                |                |                |                |                |                |                |
| Shanghai Trophy                       |                |                |                | 2              |                |                |                |                |                |                |                |                |                |                |                |                |                |
| Międzynarodowe: Kategorie młodzieżowe |                |                |                |                |                |                |                |                |                |                |                |                |                |                |                |                |                |
| Mistrzostwa świata juniorów           | 2              |                |                |                |                |                |                |                |                |                |                |                |                |                |                |                |                |
| JGP Finał                             | 3              | 5              |                |                |                |                |                |                |                |                |                |                |                |                |                |                |                |
| JGP w Chorwacji                       |                | 3              |                |                |                |                |                |                |                |                |                |                |                |                |                |                |                |
| JGP na Łotwie                         |                | 2              |                |                |                |                |                |                |                |                |                |                |                |                |                |                |                |
| JGP w Niemczech                       | 4              |                |                |                |                |                |                |                |                |                |                |                |                |                |                |                |                |
| JGP w Rosji                           | 2              |                |                |                |                |                |                |                |                |                |                |                |                |                |                |                |                |
| Krajowe                               |                |                |                |                |                |                |                |                |                |                |                |                |                |                |                |                |                |
| Mistrzostwa Rosji                     | 6              | 5              | 3              | 1              | 2              | 2              |                |                |                |                |                |                |                |                |                |                |                |
| Mistrzostwa Rosji juniorów            | 1              | 4              |                |                |                |                |                |                |                |                |                |                |                |                |                |                |                |

## Programy

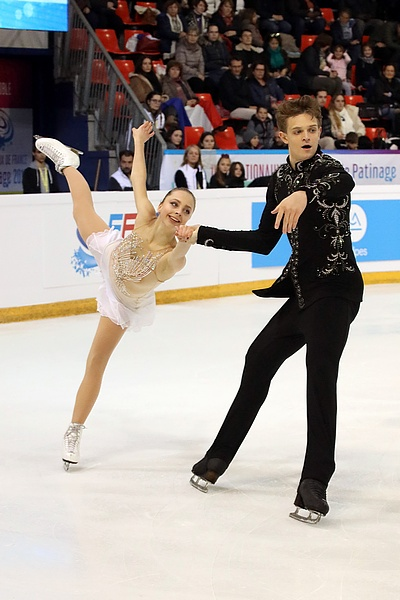
Spirala w programie The Nutcracker na zawodach Internationaux de France 2018

Aleksandra Bojkowa / Dmitrij Kozłowski
| Sezon   | Program krótki (SP) | Program dowolny (FS)                                                                                      |
| ------- | --- | --- |
| 2021–22 | - Jezioro łabędzie – Piotr Czajkowski choreografia: Nikołaj Morozow, Dmitrij Pimonow | - Malagueña – Ernesto Lecuona choreografia: Nikołaj Morozow, Dmitrij Pimonow                              |
| 2020–21 | - Merry Go Round of Life (z filmu Ruchomy zamek Hauru) – Joe Hisaishi choreografia: Nikołaj Morozow - Star of Captivating Happiness medley – Isaak Szwarc choreografia: A.Stepin, Aleksandr Żulin | - Writing’s on the Wall (z filmu Spectre) – Sofia Karlberg, oryg. Sam Smith choreografia: Nikołaj Morozow |
| 2019–20 | - My Way – André Rieu, oryg. Claude François, Jacques Revaux Paul Anka choreografia: Natalja Biestiemjanowa, Igor Bobrin                                                                          | - Writing’s on the Wall (z filmu Spectre) – Sofia Karlberg, oryg. Sam Smith choreografia: Nikołaj Morozow |
| 2018–19 | - Dark Eyes – Igor Bourco's Uralski Jazzmen choreografia: Natalja Biestiemjanowa, Igor Bobrin | - The Nutcracker – Piotr Czajkowski choreografia: Peter Tchernyshev                                       |
| 2017–18 | - Sochi Sarabanda – Alexander Goldstein choreografia: Natalja Biestiemjanowa, Igor Bobrin | - The Nutcracker – Piotr Czajkowski choreografia: Peter Tchernyshev                                       |
| 2016–17 | - Flamenco – Didulia | - Tristan i Izolda – Maxime Rodriguez                                                                     |